# Deutscher Kurzwellensender

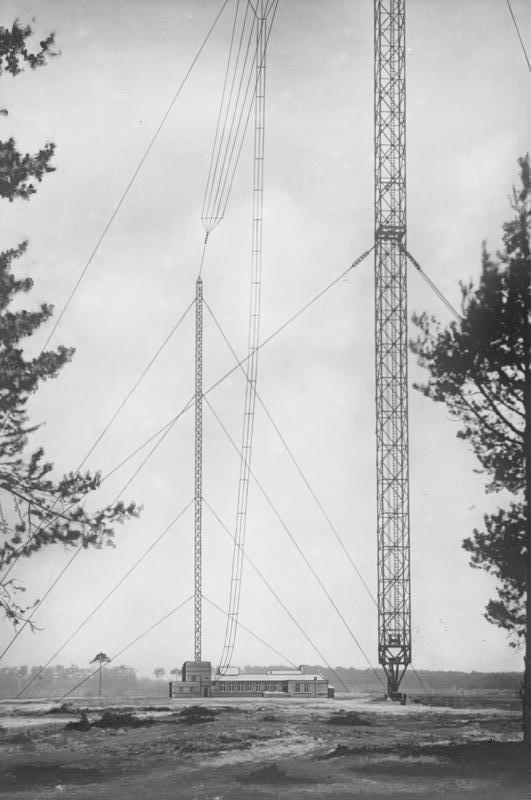
Antenne des Kurzwellensenders in Zeesen
(April 1931)

Der Deutsche Kurzwellensender war ein Auslandsrundfunkprogramm des Dritten Reiches. Er sendete ab dem 1. April 1933 über Kurzwelle und war weltweit bis kurz vor Kriegsende zu empfangen. 1938 wurden rund um die Uhr Sendungen in 12 Sprachen ausgestrahlt.
Die Nationalsozialisten hatten die Senderinfrastruktur des Weltrundfunksenders in Zeesen bei Königs Wusterhausen von der Vorgängerregierung übernommen und den Namen „Deutscher Kurzwellensender“ eingeführt. Er wurde eines von mehreren, in das Ausland wirkenden Propagandamittel der nationalsozialistischen Regierung. Unter dem Tarnnamen Deutscher Kurzwellensender Atlantik sendete während des Zweiten Weltkriegs eine von den Alliierten betriebene Radiostation nach Deutschland, die sich subtiler Methoden der Unterwanderung bediente.

## Geschichte

### Entstehung
Reichspropagandaminister Joseph Goebbels betrieb unmittelbar nach der Machtübernahme Hitlers und der Schaffung des Propagandaministeriums zum 1. April 1933 nicht nur den Umbau der Inlandssender im Sinne der Gleichschaltung auf Parteilinie, sondern initiierte den Auslandsrundfunk als politisches Instrument.
Kurt von Boeckmann wurde mit Sendebeginn am 1. April 1933 Intendant des Deutschen Kurzwellensenders und in dieser Funktion Leiter der Auslandsabteilung in der Reichssendeleitung. Redaktionell startete das Programm aus einer Privatvilla in der Nähe des Berliner Funkhauses an der Masurenallee mit sieben Mitarbeitern. 1935 waren es 51, 1938 dann 242 Mitarbeiter. Unter anderem die britische Presse empfand den Kurzwellensender von seiner Sendeleistung wie auch den Inhalten her als aggressiv.

### Bewährungsprobe Olympische Spiele
Die Reichspost hatte anlässlich der Olympischen Winterspiele 1936 die Sendekapazitäten über die Antennen in Zeesen erweitert. Zu den bestehenden Kurzwellensendern mit 5 kW, 8 kW und 13 kW Leistung kamen 1935 und 1936 acht weitere mit einer Sendeleistung von 40 kW sowie zwölf Richtstrahler für besonders hohe Reichweiten hinzu. Die neuen Übertragungskapazitäten dienten sowohl dem Hörfunkbetrieb ins Ausland, insbesondere in die USA, als auch dem internationalen Programmaustausch.
Am 1. September 1939 hatte der KWS 150 Mitarbeiter, wozu auch Orchestermitglieder und freie Journalisten zählten. 1942 waren es um die 600. Die Programmredaktionen befanden sich im Haus Kaiserdamm 77, die Sendestudios im Deutschlandhaus am heutigen Theodor-Heuss-Platz und die Betriebstechnik in Baracken hinter dem Haus des Rundfunks in der Bredtschneiderstraße. 1938 entwarf Albert Speer einen später nicht durchgeführten Plan für ein eigenes Funkhaus für den Deutschen Kurzwellensender, angesiedelt zwischen Kaiserdamm und Masurenallee.
Im März 1940 berief Goebbels Adolf Raskin vom Reichssender Saarbrücken zum Intendanten, nach dessen Tod im selben Jahr Toni Winkelnkemper vom Reichssender Köln; 1941 wurde Horst Cleinow Leiter der Kurzwelle. 1943 erfolgte ein Namenswechsel: Der Deutsche Kurzwellensender hieß fortan und bis kurz vor Ende des Zweiten Weltkriegs 1944 in Abgrenzung zu den neu entstandenen Europasendern Die Deutschen Überseesender.

### Intendant Kurt von Boeckmann 1933
In Rundfunk im Aufbruch beschrieb Intendant Kurt von Boeckmann detailliert Programm und Funktion des neuen Senders (Stand Juni 1933):

„Einen eigenen Programmdienst hat der Kurzwellensender seit dem 1. April dieses Jahres in seinem Nachtprogramm entwickelt, das täglich in der Zeit von ein bis 3.15 Uhr mit Richtstrahlern nach Nord- und Mittelamerika gesendet wird. Die Nachtstunden wurden gewählt, um den Unterschied der Sonnenzeit auszugleichen und einen Empfang der deutschen Sendungen in Nordamerika während der Abendstunden zu ermöglichen. Die Sendungen sind damit auch inhaltlich vorwiegend auf die amerikanische Hörerschaft eingestellt. Tagesnachrichten werden in deutscher, englischer und spanischer Sprache gesendet. Daneben stehen Berichte über die innerdeutsche Entwicklung unter der nationalen Regierung, repräsentativen künstlerischen Sendungen und ein Unterhaltungsprogramm. Vertretungen deutscher Kulturschöpfungen vor dem Ausland auch auf den kurzen Wellen, Aufklärung über das neue Deutschland, Festigung der Heimatverbundenheit unserer Auslandsdeutschen sind die Aufgaben dieser Nachtsendungen, deren Ausbau auch in die Sendezeiten des Tagesprogramms hinein geplant ist. Noch im Laufe dieses Jahres werden die Richtstrahler soweit vermehrt, dass es möglich sein wird, alle für Deutschland wichtigen Teile der Erde mit einem deutschen Auslandsprogramm zu erfassen.
Organisatorisch mit dem Programmdienst des Kurzwellensenders verbunden ist der Internationale Programmaustausch, dessen Aufgabe darin besteht, deutsche Sendungen bei ausländischen Gesellschaften und ausländische Sendungen bei deutschen Gesellschaften unterzubringen. Dieser Austauschverkehr steht seit dem 25. Dezember 1929 und hat bis heute (10. Juni 1933) im ganzen 461 Sendungen vermittelt. Hiervon gingen nach Nordamerika 92, von Nordamerika nach Deutschland 93, nach Südamerika (seit 5. September 1932) 19, von Südamerika (seit 2. März 1932) fünf, von Kairo (Dezember 1932) drei, nach Persien (seit Januar 1933) zwei, ein Ferninterview mit dem Flieger v. Gronau Berlin – Batavia (am 7. Oktober 1932), ferner nach dem europäischen Ausland 101, vom europäischen Ausland nach Deutschland 145. Im ganzen gab Deutschland 213 Sendungen an das Ausland ab und empfing 260 Sendungen, dazu das Wechselgespräch. Für den Verkehr mit dem europäischen Ausland wird das Kabelnetz benutzt, so dass nur die Übertragungen nach außereuropäischen Gebieten mit Hilfe der kurzen Wellen durchgeführt werden. Inhalt dieser Austauschprogramme sind vorwiegend musikalische Sendungen. Nach Amerika wurden jedoch auch schon Vorträge hauptsächlich kulturpolitischen Inhalts gesandt. Die Empfangsmeldungen waren überwiegend gut bis hervorragend, so dass dieser Austauschverkehr des Weltrundfunks eine ständige Einrichtung bleiben wird.“

### Erweitertes Programm
Das Propagandaministerium strahlte, koordiniert vom „Auslandsdirektor“ der Reichs-Rundfunkgesellschaft Anton Winkelnkemper in enger Abstimmung mit Goebbels, 147 Stunden Auslandsprogramm täglich in 53 Sprachen in die Welt hinaus.
Ab Beginn des Zweiten Weltkriegs 1939 setzte Winkelnkemper auf immer mehr Wortanteil im Programm. Waren 1938 noch 60 % der Sendestrecke mit Musik bestückt, so waren es 1943 nur noch 46 % und 1944 30 %. An erster Stelle kamen Nachrichten, gefolgt von Kommentaren, die damals im deutschen rundfunkinternen Sprachgebrauch „Talks“ hießen. Während das Inlandsprogramm während des Kriegs die Produktion aufwändiger Sendungen, vor allem von Hörspielen und neuen Musikeinspielungen, einstellte, produzierten die Kurzwellenredaktionen unter dem Chefdramaturgen Willi Schäferdiek Hörspiele und unter dem Musikchef des KWS Walter Jentsch Musik – wenn auch nur in kleinen Mengen. Die Fremdsprachenprogramme erlaubten sich bei der Musikauswahl Ausflüge in die von Goebbels aus dem Inlandsradio verbannte, aber von ihm für das Auslandradio als notwendig empfundene „heiße Musik“ (vor allem Jazz). Das deutschsprachige Auslandsprogramm lief im KWS unter dem Namen Deutsche Zone und produzierte unter anderem mehrmals wöchentlich längere Reportagesendungen, genannt „Features“ mit einer großen Zahl an freien Mitarbeitern. Die Honorarsätze für diese Reporter lagen zwischen 20 Reichsmark für drei Minuten und 240 RM für 60 Minuten Reportage. Häufig wurden diese Produktionen, auch dank verbesserter Aufzeichnungsmöglichkeiten auf Plattenfolie (statt Wachsplatte) und Magnetband, später im Programm der Reichssender übernommen. Während des Kriegs verschlechterte sich der Versand von Briefen, sodass der KWS zunehmend persönliche Grüße übermittelte. Die beliebtesten dieser volksnahen Auslandssendungen waren Blinkfeuer Heimat und Ankerspill.

### Zweiter Weltkrieg und Ende
Ab 1943 organisierte die Deutsche Auslands Rundfunk Gesellschaft – Interradio AG
die Auslandspropaganda.
Wegen zunehmender Bedrohung Berlins durch Bombardements der Alliierten zog der Kurzwellensender im August 1943 aufs Land, in unmittelbare Nähe der Sendeantennen nach Königs Wusterhausen. Intendanz und Sendeleitung wurden im Bahnhofshotel untergebracht, den Redakteuren und Technikern standen drei Tonträgerräume (kleine Studios, vor allem für den Tonschnitt) zur Verfügung. Die Sendestudios selbst befanden sich im Keller des Postamts. Die Auslagerung nach Königs Wusterhausen hatte mehrere Verschiebungsaktionen zur Folge. So mussten etwa die Sehbehinderten aus dem Blindenheim in die „Brandenburgische Landes-Irrenanstalt“ nach Teupitz umziehen, damit im Blindenheim die rund 80 Mitarbeiter des Kurzwellenrundfunks einziehen konnten. Die ganze Umgebung wurde von Mitarbeitern des Auslandsrundfunks belegt, etwa arbeitete die Redaktion Deutsche Zone im Gasthof Gussow, der Leiter des Auslandsrundfunks Winkelnkemper bezog das Schloss Schenkendorf. Wenige Wochen nach dem Umzug, im November 1943, zerstörten alliierte Bomben das komplette Gelände des Kurzwellensenders in Berlin. Das Auslandsprogramm aus Königs Wusterhausen musste wegen der primitiven Technik und der immer schlechteren Anbindung an Berlin (wo Mitarbeiter kriegsbedingt bei ihren Familien blieben oder Kuriere mit Schallplatten nie in Königs Wusterhausen ankamen) drastisch reduziert werden. Eigenproduktionen fanden kaum mehr statt, das meiste Programm wurde von den Reichssendern übernommen. Es entstanden Ausweichstellen in Helmstedt (für Sendungen nach Indien und den Nahen Osten, im Keller des Hotels Pätzold) und in Landshut (für Asien, im Tanzsaal des Gasthauses „Goldene Sonne“). Am 25. April 1945 räumte der letzte Techniker aus Angst vor der anrückenden sowjetischen Armee die Anlagen in Königs Wusterhausen. Das Leitungspersonal (Winkelnkemper, Cleinow und der spätere Bundeskanzler Kiesinger) versuchte, sich nach Landshut durchzuschlagen, kam dort jedoch nie an. Ende April 1945 stellte auch der „Sender Goldene Sonne“ sein Programm ein.